# Nekamese
Nekamese ist ein indonesischer Distrikt (Kecamatan) im Westen der südostasiatischen Insel Timor.

## Geographie
| „Dorf“ (Desa) | Verwaltungssitz | Fläche    | Einwohner | Bevölkerungs- dichte |
| ------------- | --------------- | --------- | --------- | -------------------- |
| Bone          | Kuahelo         | 18,46 km² | 1039      | 56                   |
| Taloetan      | Kuanfau         | 14,70 km² | 803       | 55                   |
| Usapi Sonbai  | Bimuke          | 13,80 km² | 702       | 51                   |
| Oepaha        | Nunreu          | 13,87 km² | 483       | 35                   |
| Tasikona      | Sakalak         | 11,68 km² | 409       | 35                   |
| Oenif         | Tunen           | 10,29 km² | 656       | 64                   |
| Oemasi        | Kiupakas        | 13,69 km² | 962       | 70                   |
| Oelomin       | Oelomin         | 2,20 km²  | 1262      | 574                  |
| Tunfeu        | Noelsinas       | 2,70 km²  | 1583      | 586                  |
| Oben          | Tanenofunan     | 14,00 km² | 1131      | 81                   |
| Besmarak      | Nonpuah         | 7,05 km²  | 788       | 112                  |

Der Distrikt befindet sich im Süden des Regierungsbezirks Kupang der Provinz Ost-Nusa-Tenggara (Nusa Tenggara Timur) an der Küste der Timorsee. Im Westen liegt der Distrikt Westkupang (Kupang Barat), im Osten Westamarasi (Amarasi Barat) und im Nordosten Taebenu. Im Norden grenzt Nekamese an die Stadt Kupang mit ihren Distrikten Alak und Maulafa.
Nekamese hat eine Fläche von 122,44 km² und teilt sich in die elf Desa Bone, Taloetan, Usapi Sonbai, Oepaha, Tasikona, Oenif, Oemasi, Oelomin, Tunfeu, Oben und Besmarak. Das Territorium steigt bis auf eine Meereshöhe von etwa 180 m. Das tropische Klima teilt sich, wie sonst auch auf Timor, in eine Regen- und eine Trockenzeit. Die Landschaft wird von Zypressen dominiert.

## Einwohner
2017 lebten in Nekamese 9918 Einwohner. 4967 waren Männer, 4851 Frauen. Die Bevölkerungsdichte lag bei 80 Personen pro Quadratkilometer. 934 Personen bekannten sich zum katholischen Glauben, 9709 waren Protestanten, 24 Personen muslimischen Glaubens und sechs Hindu. Im Distrikt gab es fünf katholische und 40 protestantische Kirchen.

## Wirtschaft, Infrastruktur und Verkehr
Die meisten Einwohner des Distrikts leben von der Landwirtschaft. Als Haustiere werden Rinder (2312), Pferde (sechs), Büffel (drei), Schweine (2576), Ziegen (1695) und Hühner (17.034) gehalten. Auf 805,9 Hektar wird Mais angebaut, auf 98,7 Hektar Reis, auf 149,0 Hektar Maniok, auf 79,0 Hektar Erdnüsse und auf vier Hektar grüne Bohnen. Daneben erntet man Rote Zwiebeln, Senf, Tomaten, Bohnen, Gurken, Bananen, Mangos, Papayas, Jackfrüchte, Avocados, Stachelannonen, Kokosnüsse, Kakao, Kapok, Lichtnüsse, Arecanüsse, Cashewnüsse, Lontar und Muskatnüsse.
In Nekamese gibt es drei Kindergärten, 13 Grundschulen, sechs Mittelschulen und zwei weiterführende Schulen. Zur medizinischen Versorgung stehen ein kommunales Gesundheitszentrum (Puskesmas) in Oemasi und zehn medizinische Versorgungszentren (Puskesmas Pembantu) zur Verfügung. Im Distrikt arbeiten zwei Ärzte, 19 Hebammen und 14 Krankenschwestern.
60,5 Kilometer Straßen sind asphaltiert. Mit Betonplatten sind 91,79 Kilometer Straßen bedeckt. Einfache Lehmpisten im Distrikt haben eine Länge von 36,2 Kilometer. Der öffentliche Verkehr wird betrieben durch zwei Kleinbusse, 34 Pick-Ups, 23 Lastwagen, und 36 Motorrädern.